# Musée de l'Hospice Saint-Roch
Le musée de l'Hospice Saint-Roch d'Issoudun est un musée municipal, labellisé musée de France, situé à Issoudun, dans l'Indre.
L'ensemble architectural est composé des bâtiments de l'ancien hôtel-Dieu, classés monuments historiques en 1965, d'un jardin de plantes médicinales et d'une aile contemporaine. Ses collections comprennent notamment deux arbres de Jessé, sculptures monumentales de la fin du XVe siècle, dans la chapelle de l'hospice, une apothicairerie des XVIIe et XVIIIe siècles, un ensemble d'instruments de chirurgie.
Une aile est consacrée aux œuvres contemporaines, et notamment les donations de Fred Deux et Cécile Reims. Elle accueille des expositions d'artistes contemporains comme Gérard Garouste, Jan Voss, Pierre Wemaëre et d'autres, et elle abrite la reconstitution d'un salon dans le style art nouveau, assemblé par Leonor Fini. Cette aile présente également les collections ethnographiques de Papouasie-Nouvelle-Guinée de la congrégation des missionnaires du Sacré-Cœur de Jésus d’Issoudun.

## Description

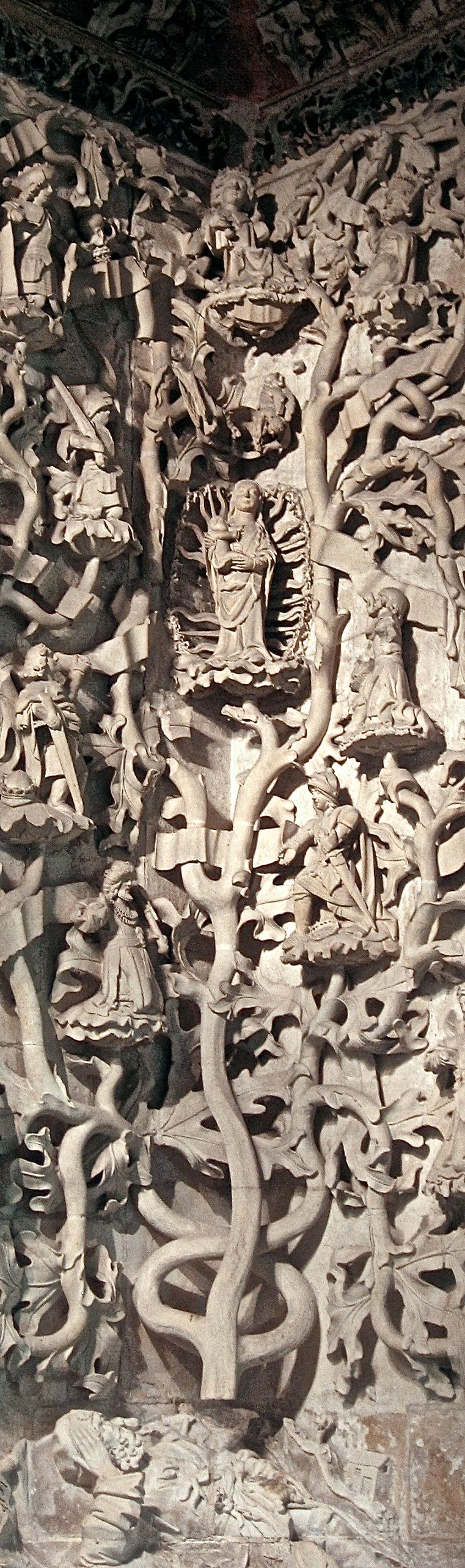
Arbre de Jessé.

Le musée est composé de deux bâtiments reliés entre eux par une passerelle : l'ancien hospice Saint-Roch, composé lui-même de deux ailes réunis par une chapelle, et un bâtiment moderne, agrandi en 2007, qui contient notamment les œuvres modernes, et l'accueil du public.
Dans les bâtiments de l'ancien hospice, le parcours est chronologique dans une première partie, thématique dans une deuxième. Dans chaque salle, une fiche explicative est disponible.

### Collections anciennes

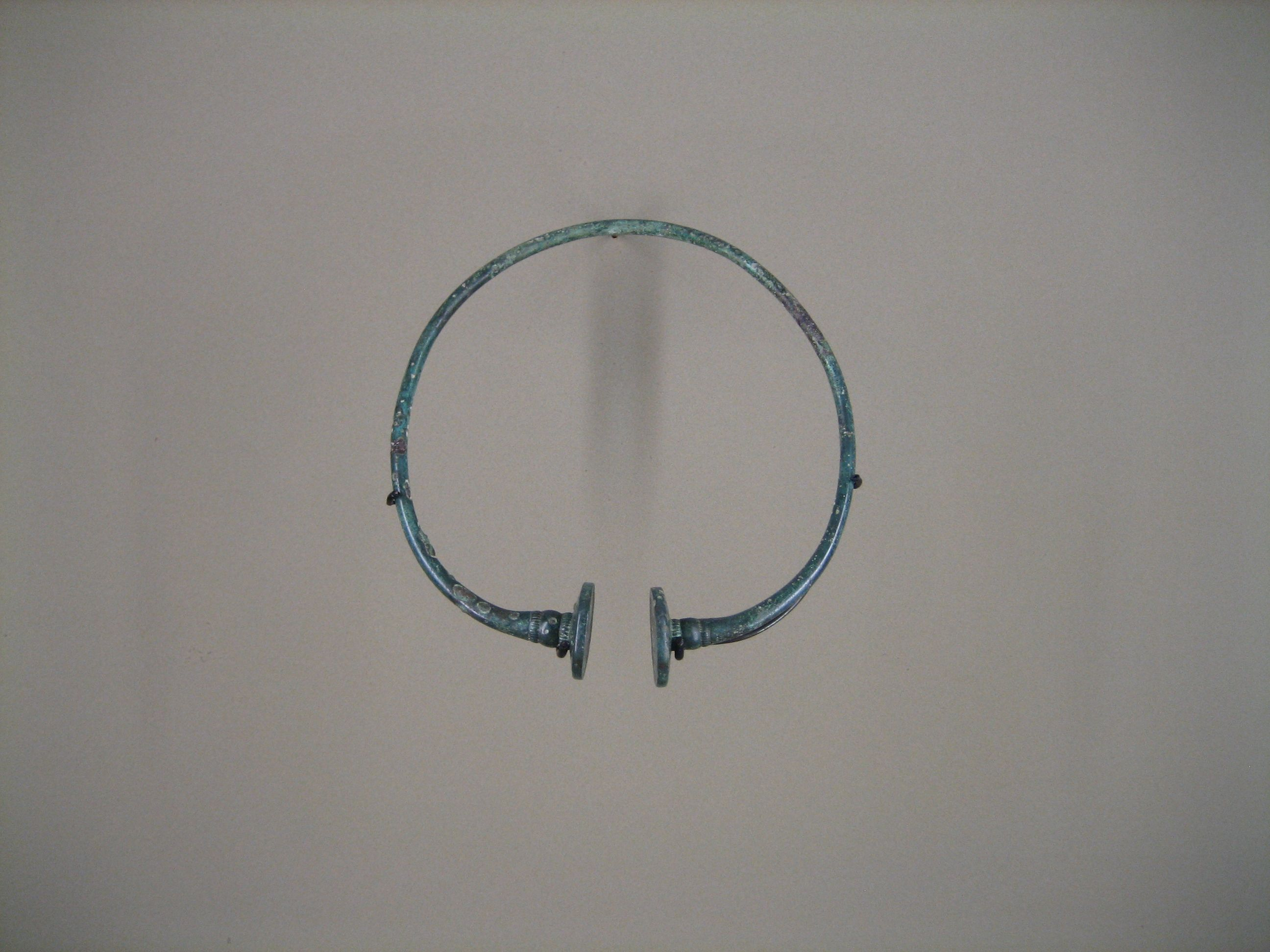
Une torque gauloise.

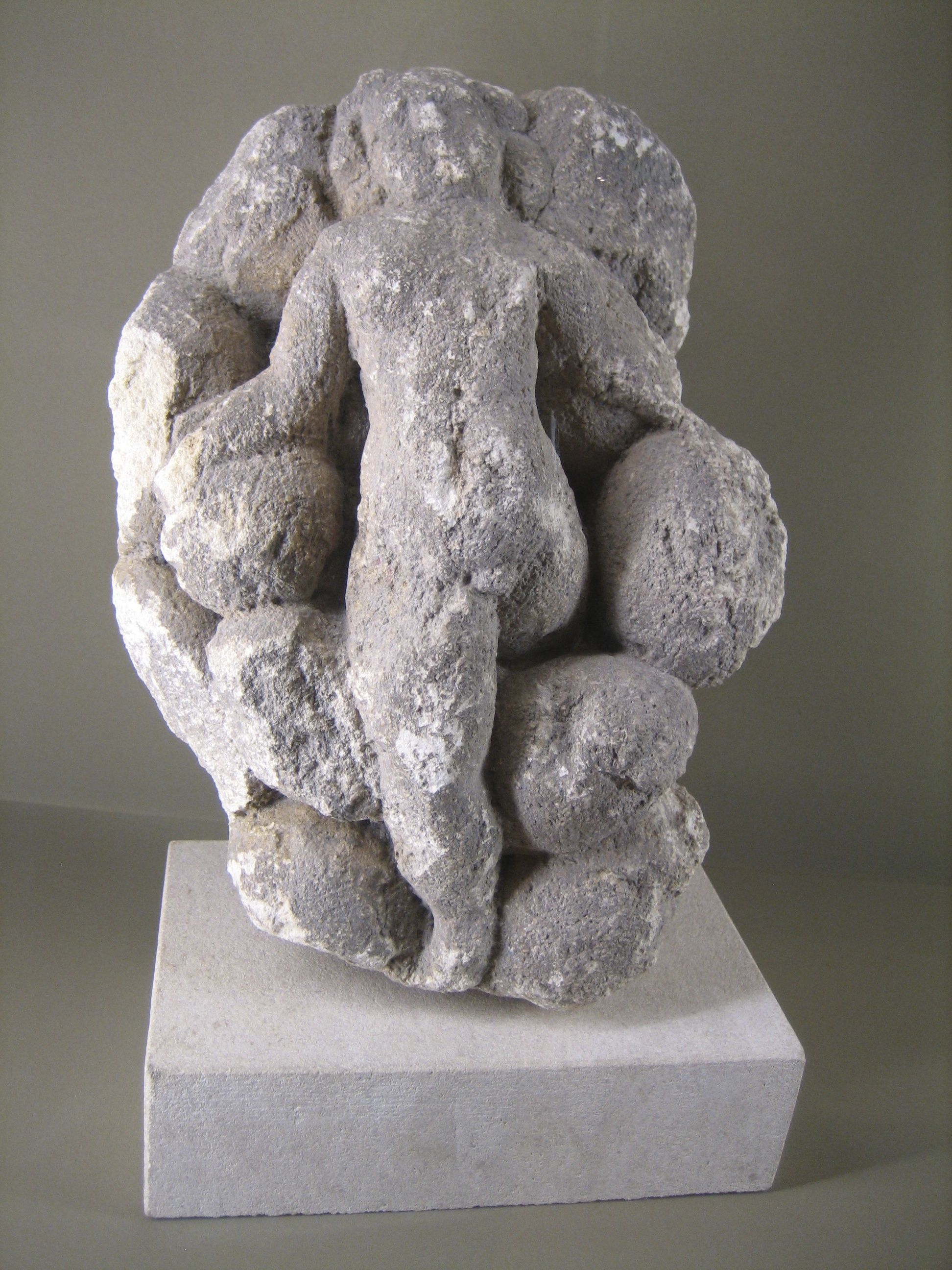
Statuette gallo-romaine.

Les plus anciennes traces d'activité humaine aux alentours d'Issoudun datent du Paléolithique Supérieur, mais la présence humaine est surtout remarquable à partir de l'âge du Fer (de 800 à 100 ans av. J.-C.). Dans un rayon de 5 kilomètres autour de la ville, des sépultures celtiques ont été découvertes, révélant des trésors (objets en or, bronze et fer, épées, parures) qui sont aujourd'hui exposés dans les premières salles du musée. Des objets de l'époque gallo-romaine ainsi que des éléments sculptés de grande dimension, qui indiquent la présence de bâtiments publics importants, sont également préservés au musée de l'Hospice Saint-Roch.
Elle présente d'abord des objets de l'âge du fer, parmi lesquels des objets en or, bronze et fer, épées, parures provenant en partie de Lizeray ou de la tombe à char d’Issoudun. Des objets témoignant de la période gallo-romaine (borne milliaire, stèle de Mithra...) et médiévale (dont une remarquable plaque-boucle reliquaire en os du VIe siècle). La borne milliaire de Maximin le Thrace date de 237. La borne, découverte à Meunet-Planches, devait se dresser primitivement au village de Brives à 49 km de Bourges, sur la voie romaine. Comme fréquemment, la borne a été retaillée pour une réutilisation comme sarcophage. Les inscriptions s'en trouvent mutilées, mais sont encore lisibles.
On y trouve aussi des sarcophages et des gisants, dont celui plus tardif de l'abbé de Notre-Dame, fin du XIIe siècle et des objets en ivoire de l'époque mérovingienne ainsi que des émaux peints provenant de l'ancien hôtel-Dieu, dont deux plaques signées Léonard Limosin (1515-1547).

### La chapelle de l'hospice
Pièce centrale du musée, la chapelle, appelée chapelle Saint-Roch, contient dans une vaste salle deux arbres de Jessé, exécutés probablement au moment de la restauration de la chapelle sous Pierre de la Chèze, recteur de l'hôtel-Dieu de 1499 à 1510. Ces sculptures de fine pierre calcaire mesurent 5,70 m de haut pour une envergure de 3 m. Classées monuments historiques, elles sont taillées en ronde bosse et en haut-relief et étaient à l'origine polychromes. Un arbre de Jessé est une représentation de l'arbre généalogique simplifiée de Jésus. Selon Matthieu Mt 1,7-16, la filiation est : Jessé - David - Salomon - Roboam - Abia - ... - Eléazar - Matthan - Jacob - Joseph - Jésus. Dans la représentation, Jessé est couché, un tronc sort de ses côtes, et le premier personnage, reconnaissable à la harpe, est David. En haut, au centre, se trouve Marie, tenant Jésus dans ses bras.
Seul cet arbre est un Arbre de Jessé proprement-dit. D'après Jules Chevalier, ces deux arbres  sont les arbres généalogiques Jésus-Christ, le premier comme roi (l'arbre de Jessé), le deuxième comme prêtre, car d'après les prophètes, le Messie promis doit être à la fois de race royale et souverain prêtre.
La sculpture de droite, l'Arbre des Rois, illustre l'ascendance royale de Jésus. La sculpture de gauche, souvent dénommée l'Arbre des Prophètes, présente Jésus comme l'héritier du grand prêtre Aaron, frère de Moïse, et rappelle que la venue du Christ sur terre s'est inscrite dans une longue tradition d'annonces prophétiques.
Les sculptures s'étendent du sol au plafond. Le socle en pierre représente un rocher, et sur chacun des rochers repose, couché et endormi, un personnage vêtu de riches habits et de la poitrine duquel sort un tronc d'arbre. Les rameaux s'étalent en espalier sur le mur.
L'arbre de droite est un figuier. Il surmonte Jessé (son nom est inscrit sur la banderole qu'il porte), allongé sur un socle, la tête appuyée sur la main droite. Les personnages sur les rameaux sont soit couverts d'une armure, l'épée à la main, soit portent un sceptre et un manteau royal. On ne voit plus les traces des noms inscrits sur les banderoles qu'ils tiennent, mais ces personnages représentent les quinze rois des Hébreux depuis David, le fils de Jessé, jusqu'à Jeconiah qui régnait au moment de la déportation à Babylone : David - Salomon - Roboam - Abia - Asa - Josaphat - Joram -Ozias - Jotham - Achaz - Ézéchias - Manassé - Amon - Josias - Jeconiah. C'est semble-t-il le seul exemple connu d'Arbre de Jessé qui contienne le nombre exact de rois cités par Matthieu.

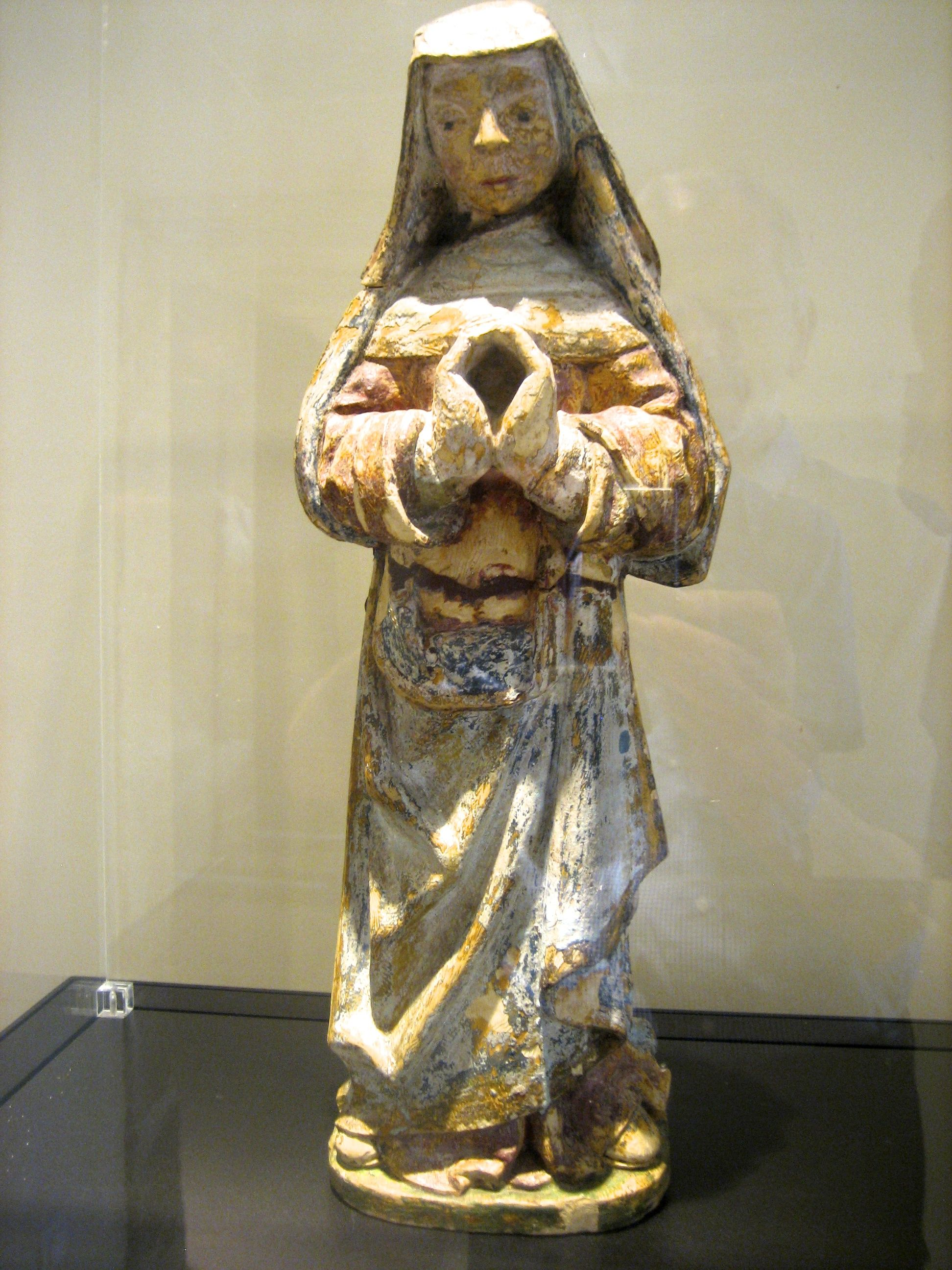
Statuette de Marie, pleurant au pied de la croix.

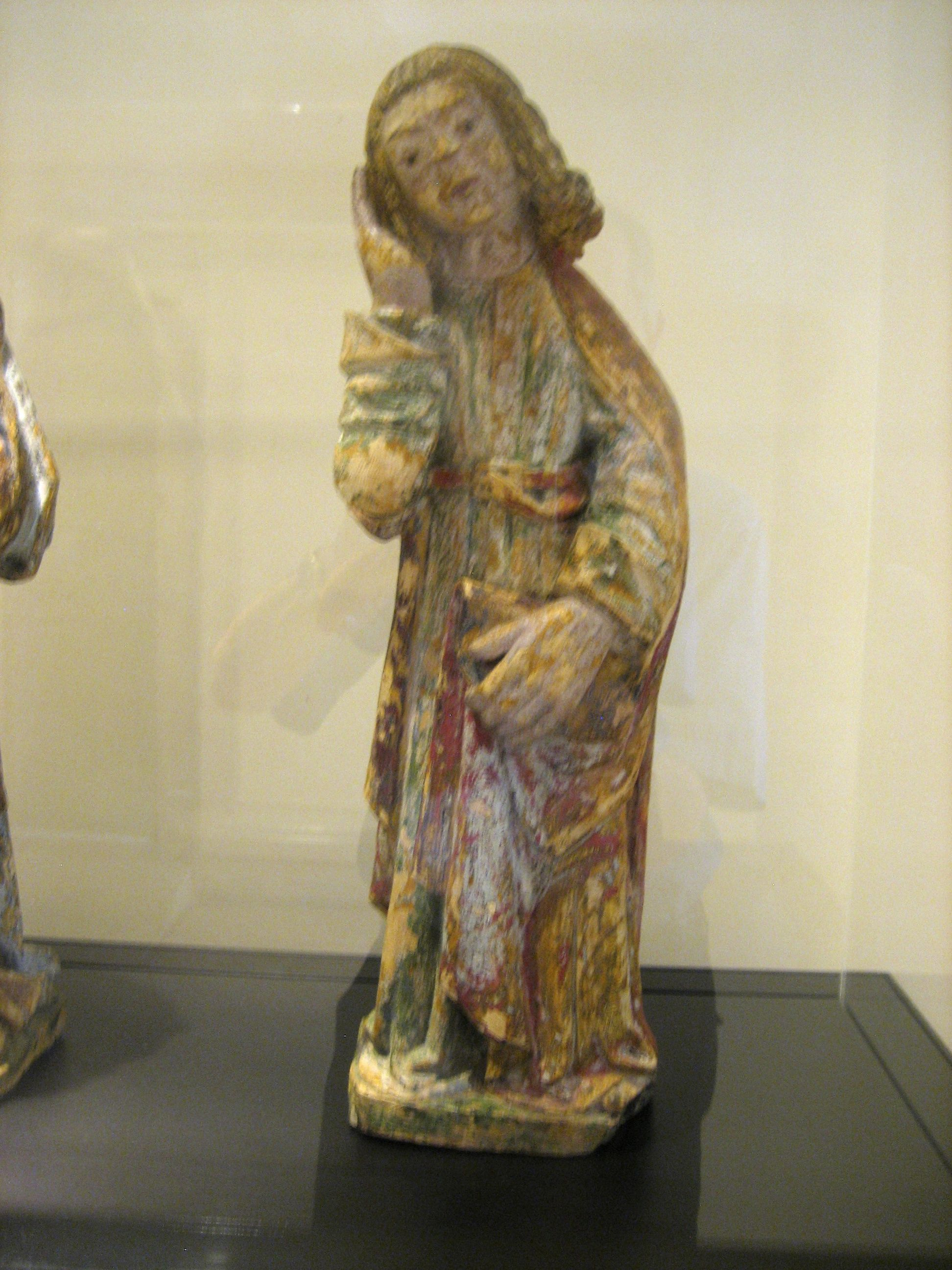
Jean l’Évangéliste, se lamentant au pied de la croix.

L'arbre de gauche enrichit la signification symbolique de l'ensemble en illustrant les liens charnels, tant sacerdotaux que royaux, dont Jésus est redevable à sa mère Marie. C'est un chêne aux branches chargées de glands, « arbre cosmique qui transmet les messages célestes à la terre ». Il reproduit la filiation sacerdotale du Christ (Dans d'autres compositions, les deux généalogies sont confondues sur une même tige, alors qu'ici, les deux groupes figurent dans deux arbres séparés). Contrairement à ce qui était admis depuis la parution de l'ouvrage du père Jules Chevalier en 1899, le personnage au pied de l'arbre, à la longue barbe, n'est pas le grand prêtre Melchisédech, mais Aaron . Il est revêtu des attributs qui l'identifient comme le premier grand-prêtre des Hébreux : l'éphod, grande écharpe tenue par une fibule, le pectoral du grand prêtre, le bonnet pointu orné d'une fleur... (Exode, chapitre 25). Représenté au moment de mourir, il montre de la main à son frère Moïse le tronc de l'arbre qui porte son nom, le rameau d'Aaron. Les personnages sont debout ou assis, le regard tourné vers le centre où se trouvait une figure qui a disparu. Dans le premier rang, on reconnait Aaron dans la force de l'âge, au centre, et à sa droite Moïse tenant à la main les tables de la Loi.
L'arbre est surmonté d'un groupe représentant un pélican et ses trois petits, qui a conservé sa polychromie originale, symbole du Christ donnant son sang pour racheter l'humanité.
La salle contient également deux vitraux du début du XVIe siècle. Dans l'un d'eux, le Christ en croix est entouré de la Vierge, de saint Jean et d'une sainte portant une palme (symbole du martyre); à la base, on reconnaît les armoiries de Jean Perrot et de Louis Grossetête, recteurs de l'hôtel-Dieu; dans l'autre, Charlemagne et saint Louis figurent en pied. De plus, sont exposés dans la chapelle deux statuettes en bois polychrome représentant Marie et l'apôtre Jean, et un ensemble de quatre bâtons de procession du XVIIIe siècle, provenant de l'église Saint-Cyr. Un dernier bâton, représentant saint Fiacre, patron des jardiniers, est conservé à l'église Saint-Cyr. La chapelle gothique de l'hôtel-Dieu a conservé son décor d'origine de style gothique flamboyant : vitraux, corniches et consoles, mur fleurdelisé.

### Période baroque

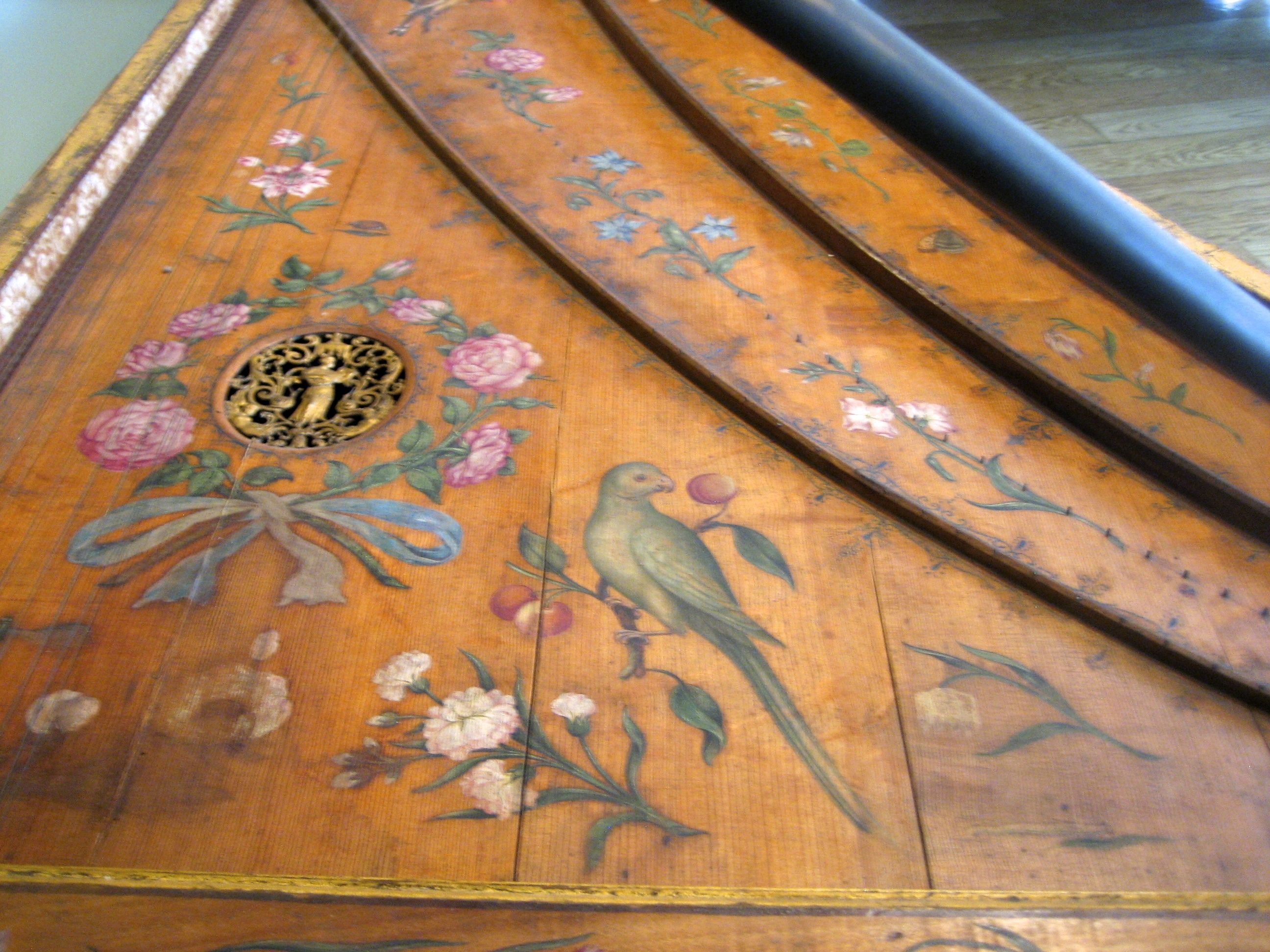
Clavecin de Jean II Denis, 1648, au musée de l'Hospice Saint-Roch à Issoudun. Détail de la décoration.

Depuis 2002, le musée a ouvert à l’étage des salles qui évoquent une période particulièrement prospère à Issoudun : le XVIIe siècle. On y trouve présentés des tableaux de maîtres flamands et français tels que Jan Brueghel l'Ancien dit Brueghel de velours, Cornelis de Heem, Abraham Begeyn, Frederik de Moucheron, et deux tableaux anonymes se rattachant à l'école italienne.
Parmi la collection de peintures et de mobilier, il y a un clavecin de Jean Denis, datant de 1648, le plus ancien daté et signé des collections publiques françaises.

### Partie médicale
Elle est consacrée à l'exposition du matériel employé dans la mission première de l'hospice qui était d'accueillir et de soigner des malades. Une première salle présente un ensemble d'instruments de chirurgie, d’obstétrique de dentisterie. L'apothicairerie et l'officine de l'ancien hôtel-Dieu se trouvent à leur emplacement d'origine. L'apothicairerie fut fondée en 1646 par Jean Perrot, administrateur de l'hôtel-Dieu, qui commanda le mobilier et les pots d'apothicaire. C'est lui encore qui engagea maître Maré, le premier et le seul apothicaire qui travailla pour l'hospice d'Issoudun. La pharmacie se compose de 379 pots en faïence de Nevers et de 31 boîtes en bois ou silènes richement décorés, dans lesquelles étaient conservées les plantes exotiques, cornes et autres écorces. Cet ensemble, un des plus complets de France, est représentatif de la médecine du XVIIe siècle.
 
La bibliothèque jouxte l'officine. Elle conserve de nombreux ouvrages de médecine et de chirurgie, dont de grands classiques comme le livre de Pierandrea Mattioli, médecin et un botaniste de Sienne, appelé couramment « Le Matthiole ».

### Œuvres contemporaines
Le nouveau bâtiment contient les œuvres contemporaines de Fred Deux, Patrick Lanneau, Cécile Reims, Pierre Wemaëre et accueille des expositions d'artistes contemporains, comme Claude Garache, Gérard Garouste, Jan Voss et d'autres.

### Le salon parisien de Leonor Fini
Depuis février 2008, et à proximité des autres salles consacrées au post-surréalisme, le musée présente le salon parisien de Leonor Fini, dans une scénographie de Giovanna Piraina. Cette salle est la reconstitution à l'identique du salon de l'appartement de la rue La Vrillière du 1er arrondissement de Paris, où elle se plaisait à théâtraliser sa vie, recevant de nombreux visiteurs, gens du théâtre, écrivains, artistes. Ce salon, composé par Leonor Fini avec le même soin qu'elle mettait dans ses tableaux. Mobilier, objets, luminaires sont signés de grands noms de l’École de Nancy, Louis Majorelle, Émile Gallé. La moquette est un modèle exclusif signé Fini. Autour de ce salon, une scénographie dynamique, réunissant films, photographies et tableaux permettent d'apprécier l’œuvre et la personnalité de l'artiste.

### Le Retable des incurables

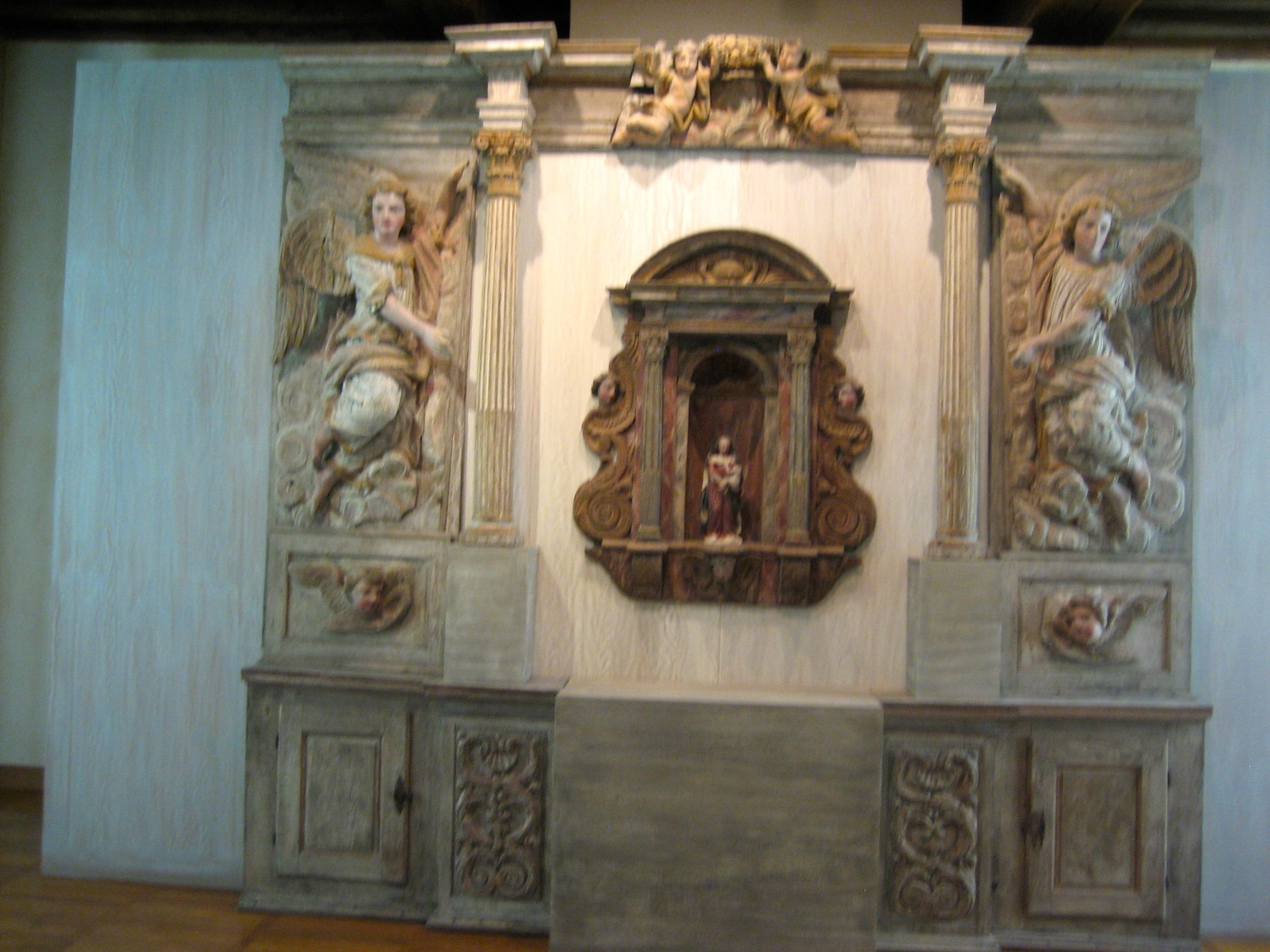
Retable de la chapelle de l'hospice du Saint-Enfant Jésus dit Les Incurables.

En 1662 un Édit royal ordonne la création d’un hôpital général de la Charité dans chaque ville. Le conseil des échevins d’Issoudun, crée, en application de cet édit, en 1676, l'Hospice du Saint-Enfant-Jésus. Il seconde l’hôtel-Dieu destiné à l’accueil des pauvres qui faisait face à une demande croissante de malades, d’orphelins et de mendiants. En 1682, par lettres patentes du roi Louis XIV, l’établissement est officiellement reconnu pour recevoir les « pauvres affligés d'écrouelles, teigne, cancer, épilepsie ». D'importants dons et legs garantissent son bon fonctionnement et autorisent la réalisation de cet important retable baroque.
L'auteur, un dénommé Louis Franquelin, est recensé comme menuisier parmi les registres de capitation des archives municipales, et habitait dans la Grande rue du quartier saint-Jean de 1709 à 1719. Deux grands anges encadrent une niche centrale ornée d’une vierge surmontée d’un entablement portant deux angelots. Quelques parties manquantes ont été restituées, le maître-autel, les supports de colonnes. Les lignes de l’architecture, au décor de faux-marbre dans la niche centrale, sont équilibrées par la sculpture des anges aux formes sinueuses, aux plis souples et élégants, peints en or et argent.

## Historique
L'hospice est fondé au XIIe siècle. Avant 1500, il avait pour vocation principale l'accueil des pauvres et des enfants abandonnés. À partir de 1502, il devient un lieu de soins. Jusqu'au milieu du XVIe siècle, l'hôtel-Dieu est entièrement sous la responsabilité de religieux du chapitre de Saint-Cyr. Ensuite, et jusqu'à la Révolution, le conseil qui dirige l'institution est composé majoritairement, et après la Révolution exclusivement de personnalités civiles. Jusqu'au XVIe siècle, le fonctionnement s'apparente à une grosse ferme, une douzaine de personnes y travaillent et seulement trois personnes prennent soin des malades. Ensuite, les taxes et surtout les dons enrichissent l'hospice, et au XVIIe siècle, il était le plus important hospice du Berry; il possédait cinquante maisons, recevait des nombreuses redevances, etc. Le système des hospices est abandonné à la Révolution.
Les bâtiments ont été rebâtis et transformés à la fin du XVe siècle par le recteur Pierre de la Chèze. La reconstruction s'est poursuivie aux XVIIe et XVIIIe siècles par les ailes latérales. Le plan en U comprend trois parties. La chapelle Saint-Roch se trouve en bordure de rivière, avec la chambre des malades masculins et le logement du gardien. Une aile sur rue abrite un escalier de pierre avec balustrade métallique. Une aile entre cour et jardin renferme l'ancienne salle de malades femmes. L'hôtel-Dieu fonctionne comme hospice jusqu'à la construction du nouvel hôpital en 1875.
Le musée est fondé en 1864 par une commission municipale. Le 18 juin 1940, la ville est bombardée. Les collections sont incorporées au musée lapidaire et d'art religieux, créé en 1927, dans une annexe du lieu actuel, appelé alors encore l'hôtel-Dieu. Ouvert dans cet ancien hospice-hôpital depuis 1966, le musée est réorganisé, doté d'un nouveau bâtiment réalisé en 1995 par l'équipe d'architectes Pierre Colboc et Catherine Autissier, destiné aux expositions temporaires, agrandi d'une nouvelle aile depuis juin 2002 pour recevoir les collections ethnographiques de Papouasie-Nouvelle-Guinée de la congrégation des missionnaires du Sacré-Cœur de Jésus d’Issoudun, et il est encore agrandi en juin 2007 pour accueillir la donation des artistes Fred Deux et Cécile Reims comprenant des sculptures des cinq continents et leurs œuvres dessinées et gravées.

Arbres de Jessé
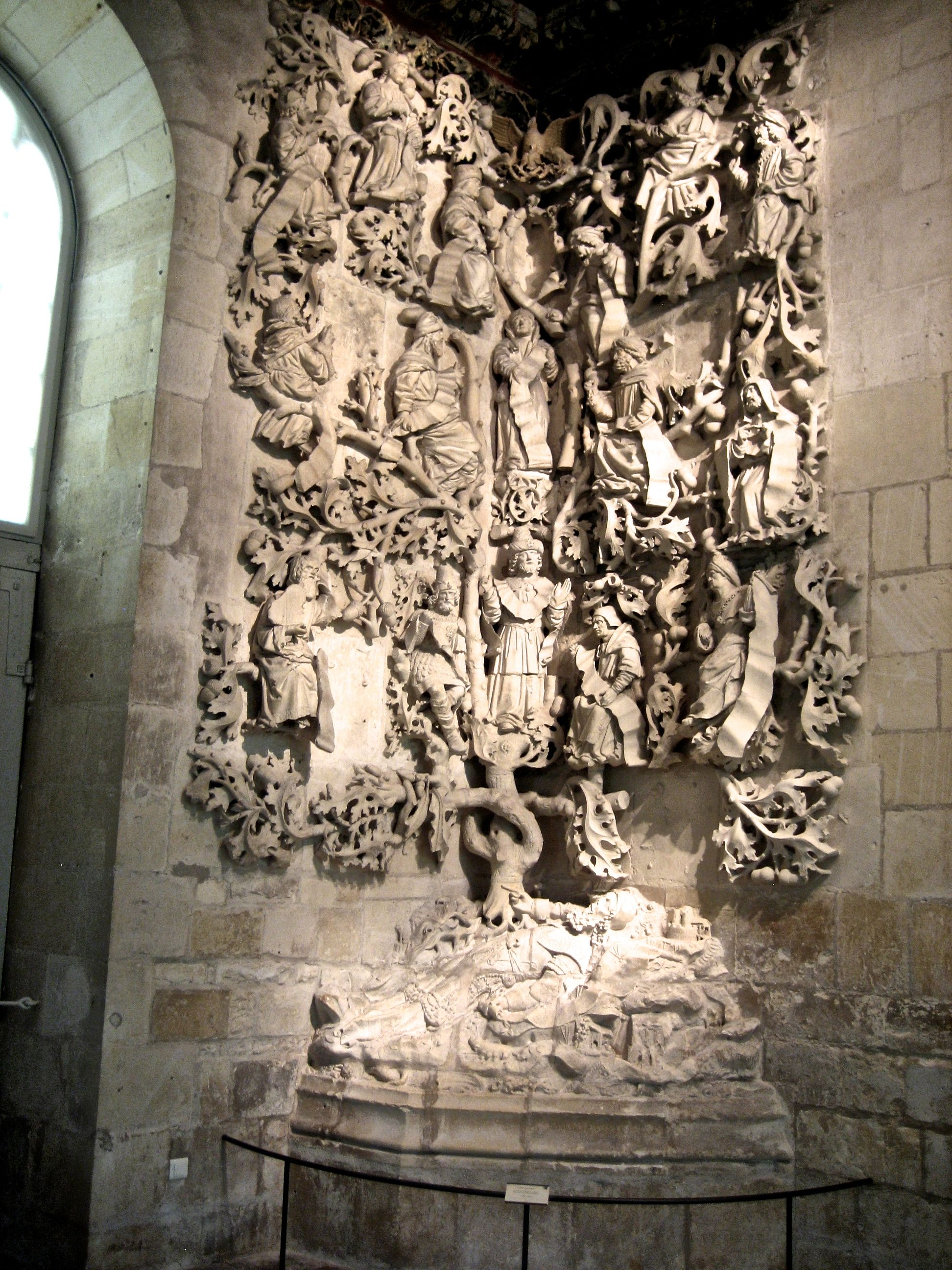
Arbre d'Aaron (ou de Melchisédech).
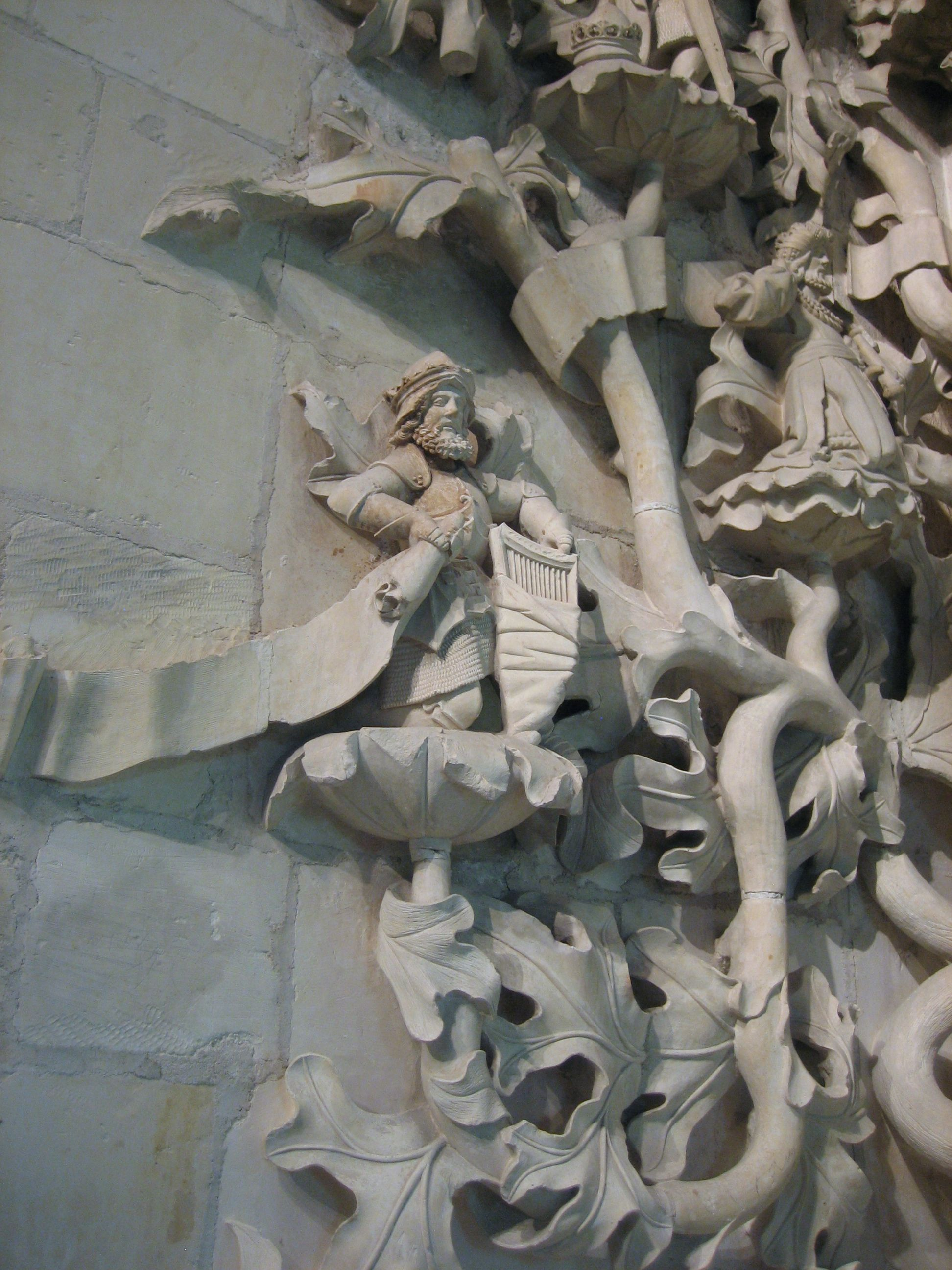
Arbre de Jessé (détail). On reconnaît le roi David, à sa harpe.
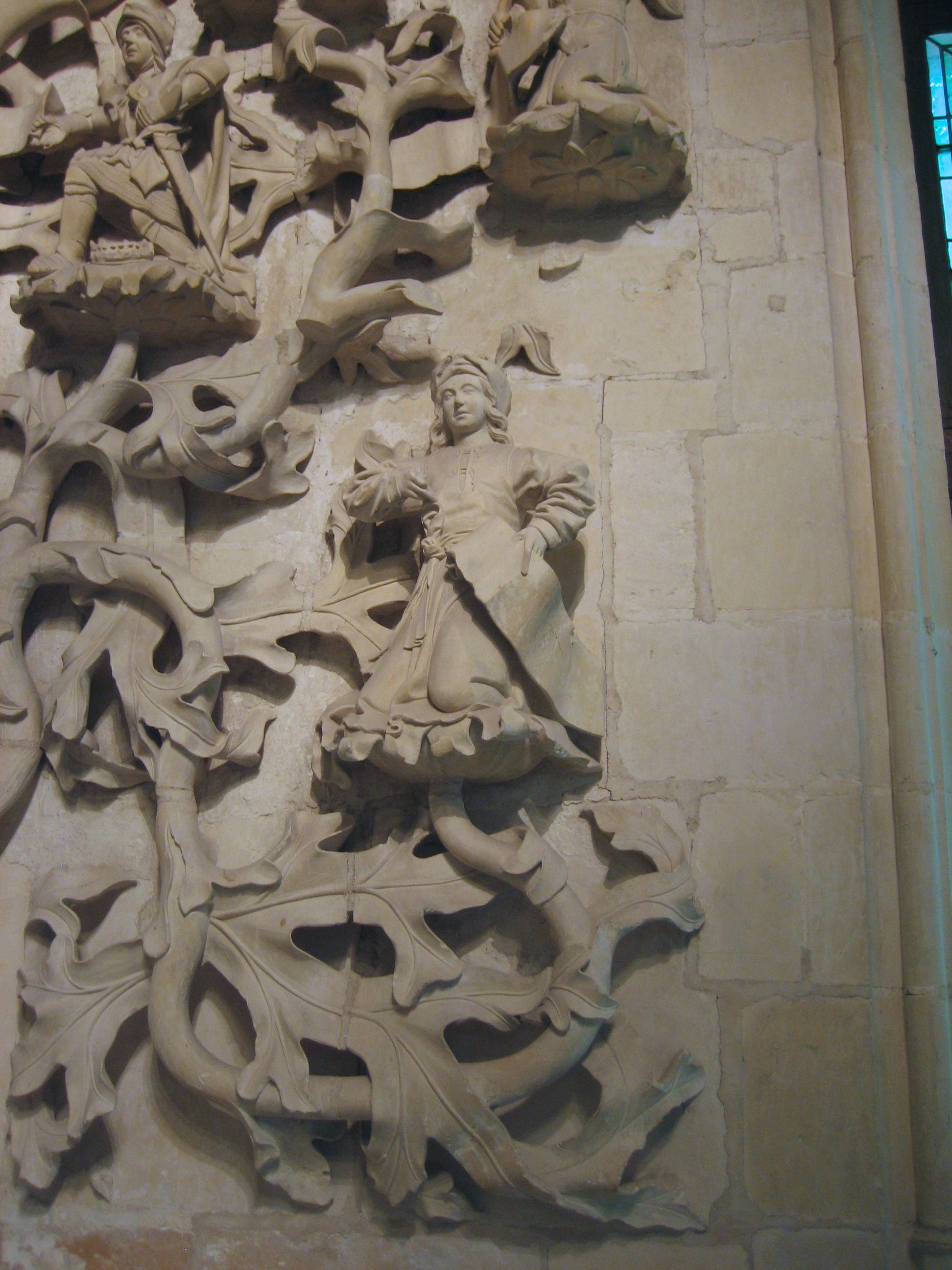
Arbre de Jessé (détail).
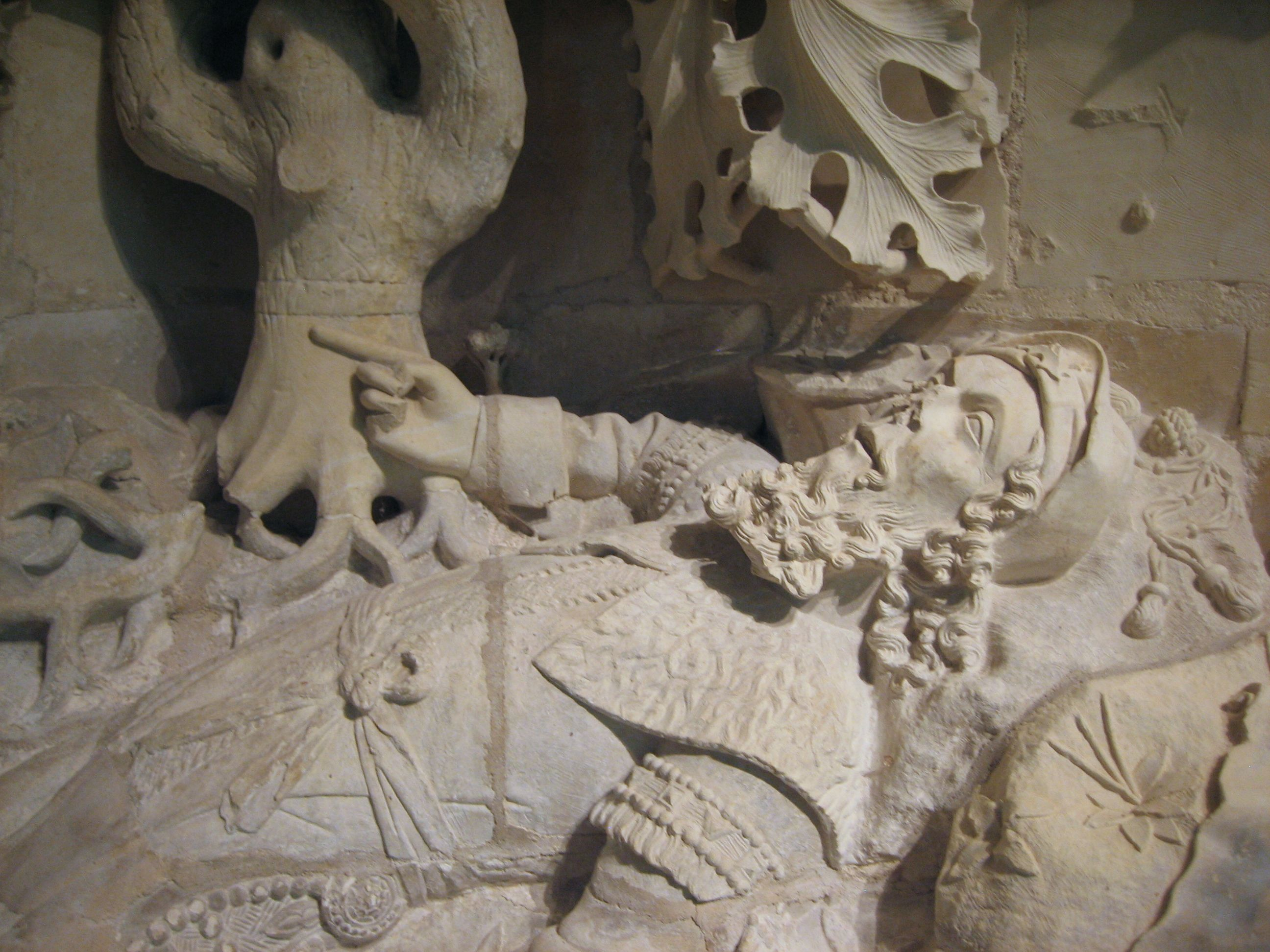
Arbre d'Aaron (détail). Les racines de l'arbre sortent du mur à l'arrière d'Aaron.
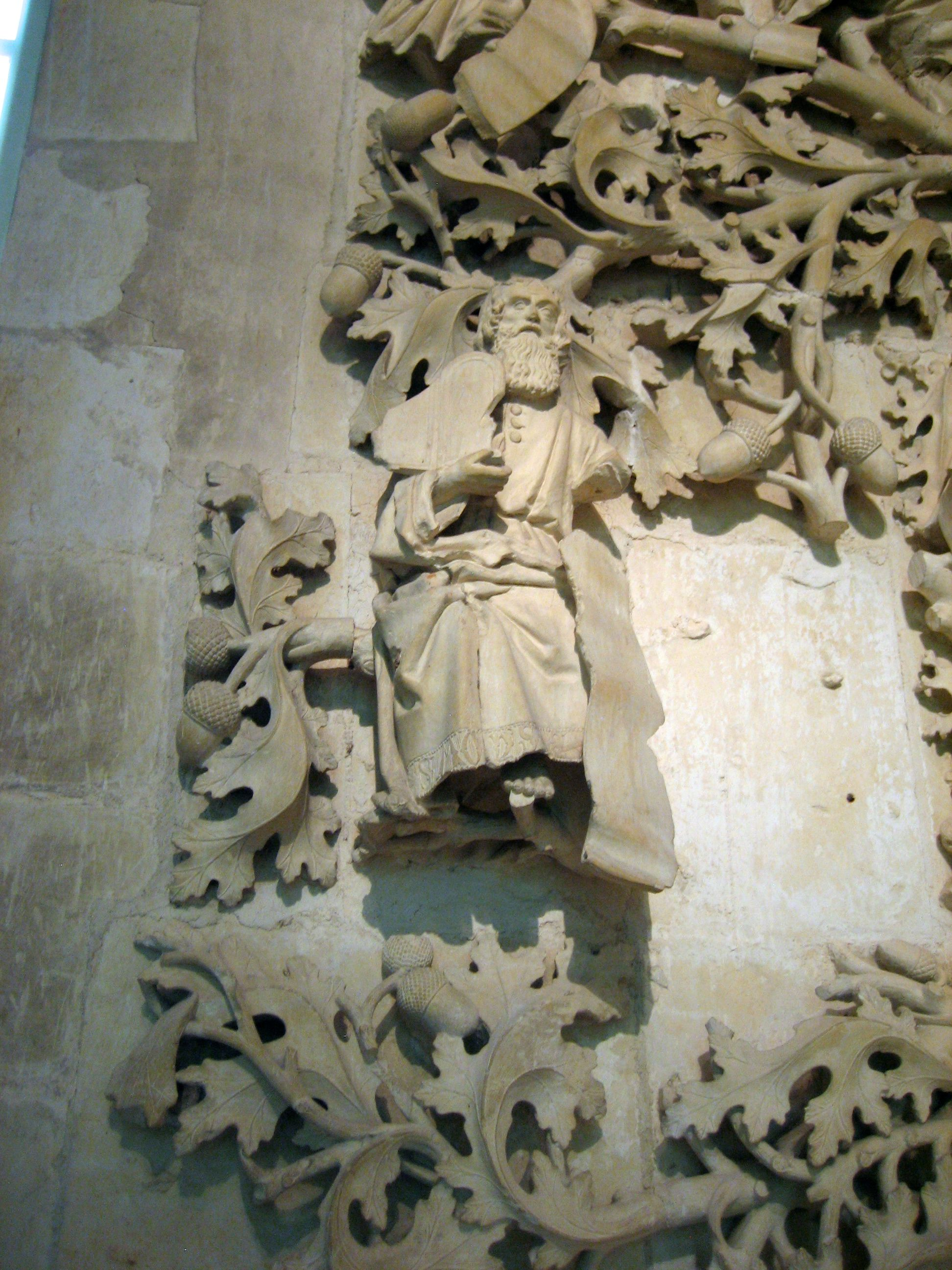
Arbre d'Aaron (détail). Moïse avec les tables de la Loi.

Bâtons de procession
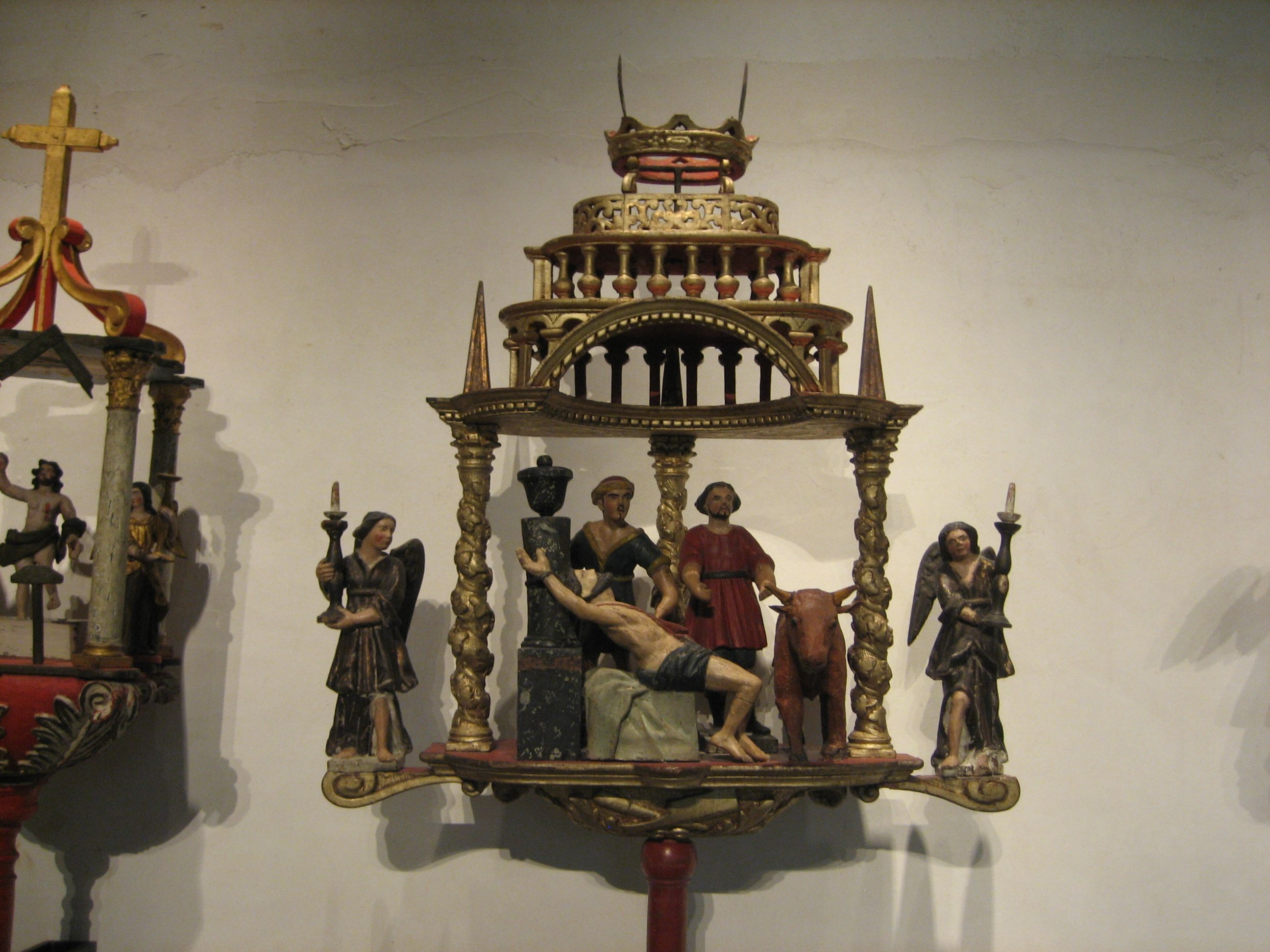
Bâton de la corporation des bouchers.
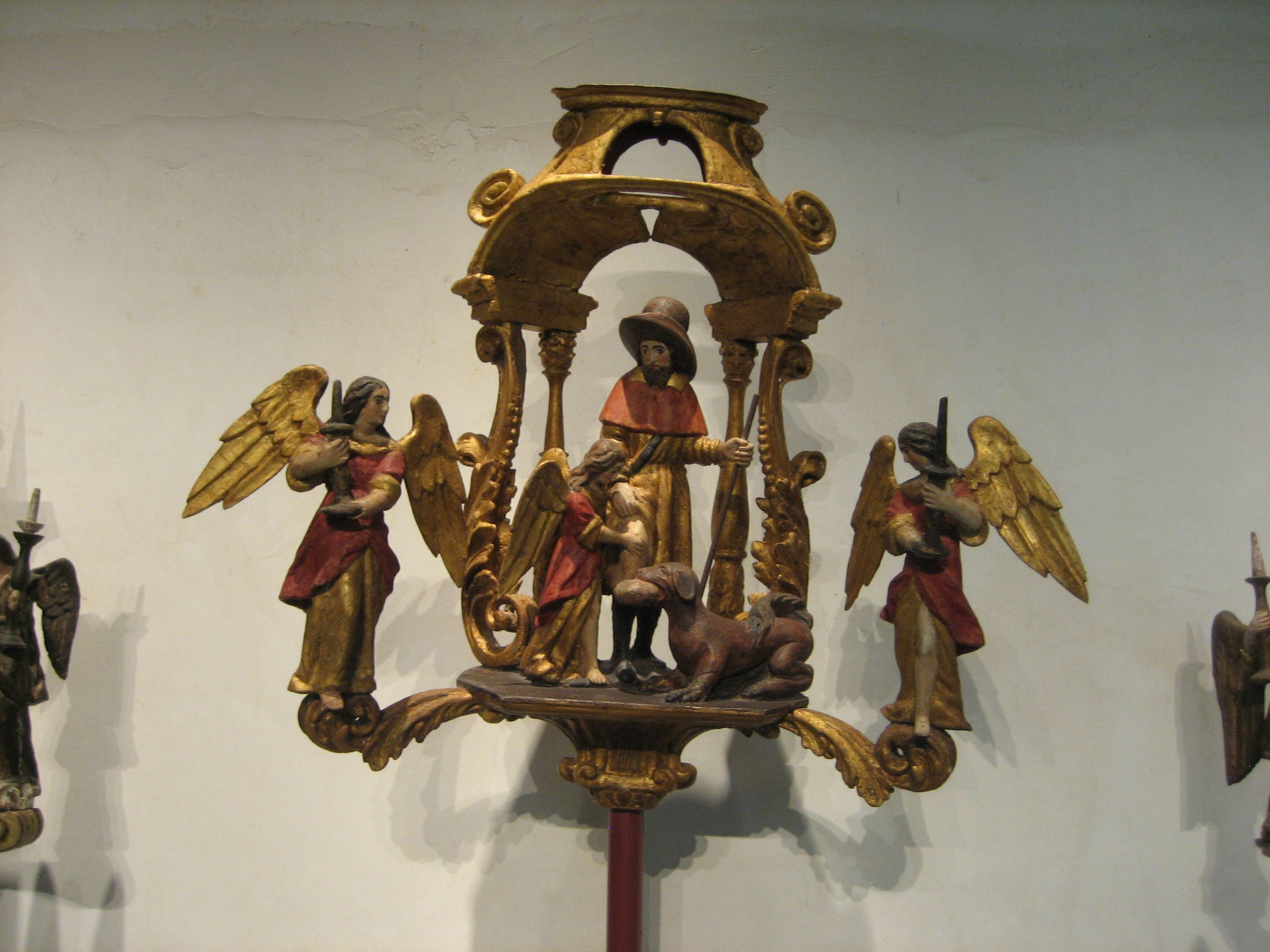
Bâton des mégissiers.
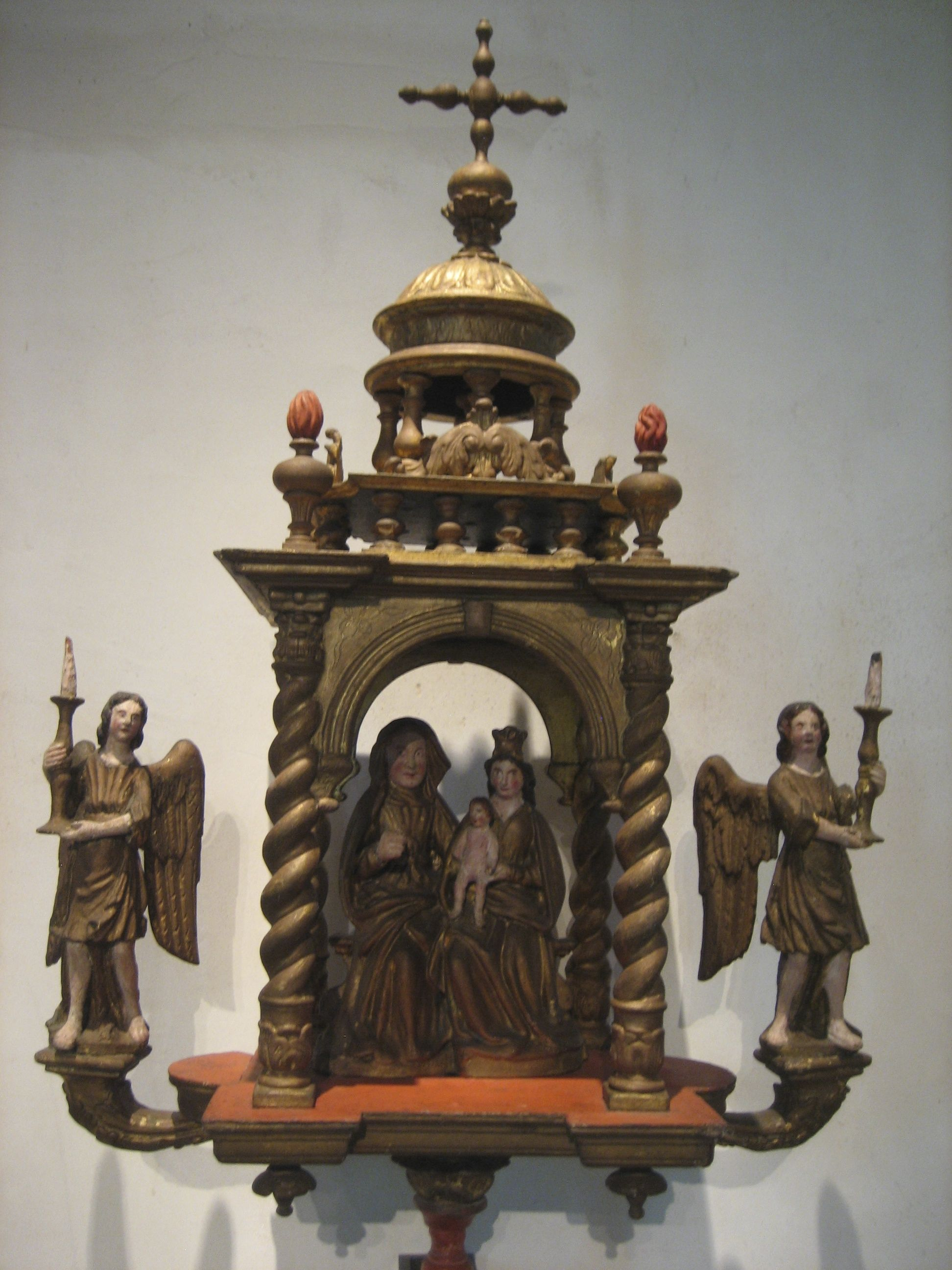
Bâton des menuisiers.
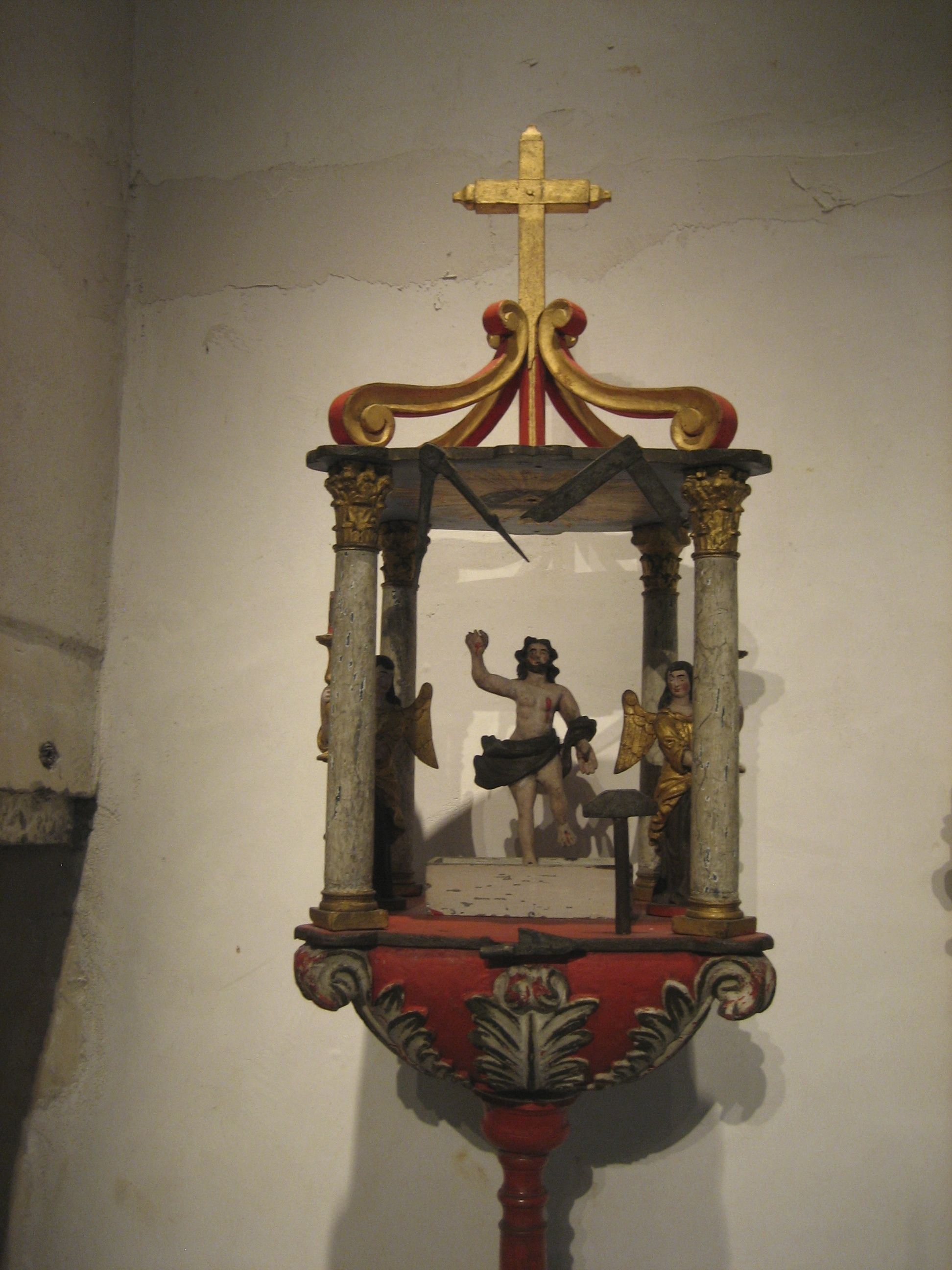
Bâton des tailleurs de pierres et maçons.

## Fréquentation
En 2016, elle a reçu 22 820 visiteurs.